# Ji Suk-jin
Ji Suk-jin (hangul: 지석진; hanja: 池錫辰 / comumente conhecido como 池石镇; nascido em 10 de fevereiro de 1966) é um comediante, apresentador de televisão, cantor e radialista sul-coreano. Ele formou-se na Universidade Ajou como um bacharel em Administração de Empresas. Em 1992, Ji Suk-jin estreou como cantor, lançando seu primeiro álbum, intitulado I Know. No entanto, ganhou notoriedade como apresentador e comediante na indústria do entretenimento. Ele conquistou popularidade como o apresentador principal do programa Star Golden Bell, que foi ao ar de 2004 a 2010. Atualmente, é mais conhecido como o membro do programa de variedades Running Man. 
Além de sua carreira na televisão, ele também apresenta o programa de rádio 2 O'Clock Date na MBC FM4U.

## Discografia

### Álbum
- 1992: I Know

### Singles
- 2014: 사랑한다 말하는건 (Saying I Love You) - My Dear Cat OST
- 2015: 머리핀 (Hairpin) - Romance for 7 Days OST (versão coreana)
- 2015: 发卡 (Hairpin) - Romance for 7 Days OST (versão chinesa)
- 2017: 你最珍贵 (Ni Zui Zhen Gui)

## Filmografia

### Shows de Variedades
- 2004-2006: KBS2 Heroine 6
- 2007-2008: KBS2 Hi Five
- 2004–2010: KBS2 Star Golden Bell
- 2007: SBS Truth Game
- 2008: KBS2 Cider
- 2010–present: SBS Running Man
- 2011–2012: MBC Death Camp 24 Hours
- 2012: MBC Survival King

### Aparições
- 2009.06.11: KBS Happy Together
- 2010.03.11: KBS Happy Together Episódio 140
- 2010.05.18: SBS Strong Heart Episódio 29
- 2010.05.25: SBS Strong Heart Episódio 30
- 2012.01.11: MBC Radio Star (Golden Fishery) Episódio 264
- 2012.04.12: KBS Happy Together Episódio 244
- 2012.07.06: SBS Go Show Episódio 14
- 2012.11.17: MBC Infinite Challenge Episódio 304
- 2013.05.24: SBS Thank You Episódio 12
- 2013.12.20: MBC Real Animal Adoption: Our Family’s Youngest Episódio 1
- 2013.12.27: MBC Real Animal Adoption: Our Family’s Youngest Episódio 2
- 2014.05.17: MBC Infinite Challenge Episódio 379
- 2014.07.22: SBS Magic Eye Episódio 3
- 2014.12.18: KBS Happy Together Episódio 377
- 2014.12.31: Zhejiang TV 2015 Countdown Show
- 2015.02.19: JTBC Everybody Episódio 13

## Prêmios
- 2004: KBS Entertainment Awards - Excellence Award (Variedades)
- 2007: KBS Entertainment Awards - Excellence Award (Variedades)
- 2012: SBS Entertainment Awards - Excellence Award (Variedades)

## Apelidos emRunning Man
- Nariz grande (왕코형님)
- Impala (임팔라)
- Iniciador da corrida (레이스 스타터)